# Chiesa di San Giovanni Battista (Veronella)
La chiesa di San Giovanni Battista è la chiesa parrocchiale di Veronella in provincia di Verona e diocesi di Vicenza; fa parte del vicariato di Cologna Veneta, più precisamente dell'Unità Pastorale Veronella-Zimella.

## Storia
La prima chiesa a Veronella esisteva già nel XIV secolo, donata da Antonio della Scala il 25 marzo 1382 a Cortesia, suo fedele capitano.
Il 15 luglio 1388 il Vescovo di Vicenza Pietro Filargo assegnò un rettore, istituendo la parrocchia di San Giovanni Battista, a cui era associato un ‘’hospitale’’, cioè un ospizio per accogliere poveri e pellegrini.
Nel 1431 gli abitanti del posto inviarono una supplica al Papa Eugenio IV per ottenere il permesso di costruire una nuova chiesa, con la concessione di una indulgenza per chi dava il proprio contributo. Il Santo Padre diede il suo benestare e l’edificio di culto fu rinnovato nel 1454.
Nel 1466 i Conti Serego chiedono al Vescovo Marco Barbo il diritto di giuspatronato, con la possibilità di nominare il parroco, cosa che venne concessa.
Alla fine del XV secolo don Cristoforo di Vecelli, nobile piacentino, fu nominato parroco e per ricordare tale occasione fece erigere il fonte battesimale in pietra con scolpiti gli stemmi della su famiglia, i Niceni, e dei Serego.
Dopo aver subito vari rifacimenti nei secoli, nel 1771 si iniziò a costruire la nuova chiesa, con un cantiere che andò avanti sicuramente oltre il 1782, visto che non risultava ancora completata.

Il 1 settembre 1822 l’edificio fu consacrato dal Vescovo Giuseppe Maria Peruzzi, mentre all’anno successivo risalgono il sagrato e il piazzale antistante, realizzati grazie alla costruzione del nuovo cimitero.
Nel 1828 fu ingrandito l’altare maggiore e tra il 1840 e il 1848 ampliate le due cappelle laterali. Nel 1898 fu aggiunto il fabbricato sull’ala sinistra destinato al catechismo, mentre al 1899 risale la decorazione interna della chiesa e l’intonaco della facciata.
Nel 1950 il conte Cortesia Serego rinunciò al giuspatronato, donando la chiesa alla Diocesi vicentina, mentre il beneficio, una sessantina di campi, fu ceduto nel 1987 all’Istituto diocesano per il sostentamento del clero.
Nel 1961 si realizzò la vetrata tra la cappella di San Giuseppe e la vecchia sacrestia, si decorarono i soffitti delle cappelle laterali e del presbiterio, furono rimosse le balaustre verso l’assemblea e rifatto il pavimento del presbiterio su precedente disegno dalla ditta Fornasa di Cologna Veneta.
Altri lavori furono eseguiti tra il 1981 e il 1985, tra cui la trasformazione di una stanza adibita a deposito in cappella feriale dedicata a San Rocco.
Tra il 2002 e il 2005, su progetto dell’architetto Martino Facchin, si restaurarono gli interni della chiesa. Fu stato rimosso il pavimento del XIX secolo per collocare il nuovo impianto di riscaldamento. Questo ha permesso di ritrovare alcuni resti della chiesa precedente, tra cui una tomba risalente al 1541.
Nel 2006 furono restaurate le facciate della chiesa.

## Descrizione

### Esterno

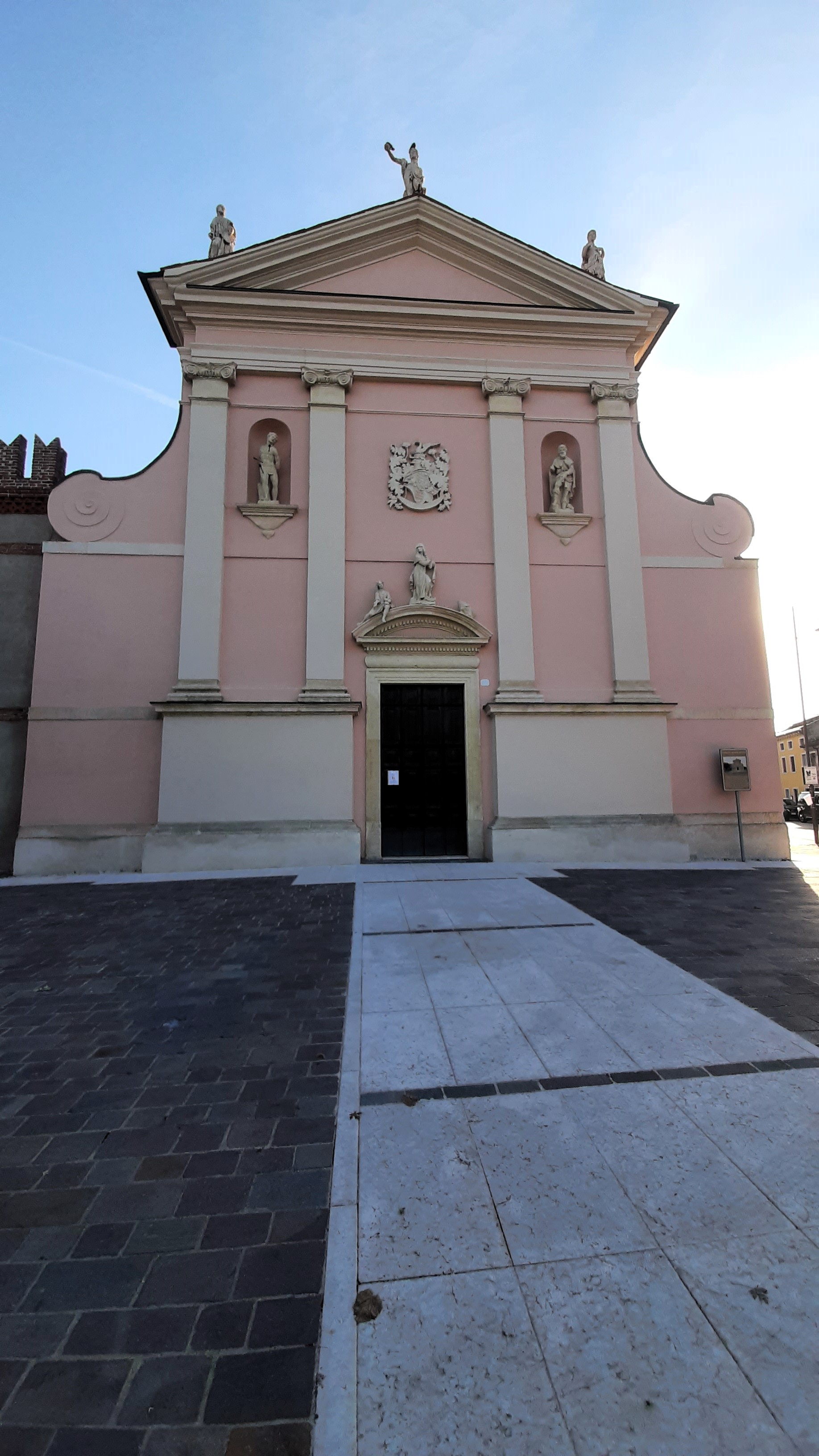
La facciata.

La facciata, neoclassica, rivolta ad occidente, presente un ampio zoccolo su cui poggiano due coppie di lesene ioniche che sorreggono il timpano triangolare, ai cui vertici sono collocate le statue dei Santi Giovanni Battista (al centro), Gaetano Thiene (a sinistra) e Pancrazio (a destra), mentre sui lati vi sono due grandi volute, sostenute da una fascia che attraversa l’intera facciata.
Tre le lesene, nella parte alta, vi sono due nicchie con le statue di San Sebastiano a sinistra e di San Rocco a destra, mentre al centro, all’incirca allo stesso livello, vi è il grande stemma in pietra dei Conti Sarego.
In asse con lo stemma, sotto, si trova il portale in pietra arenaria sormontato da una lunetta con un gruppo scultoreo raffigurante l’Immacolata e due angeli seduti, di cui quello a destra piuttosto rovinato.
Sul fianco destro è murato il portale che portava a suo tempo alla cappellina riservata ai Sarego.

### Interno
La chiesa ha una pianta a croce latina, con due cappelle laterali a metà della navata, mentre altre due altari si trovano nei bracci del pseudo-transetto absidati, eretto nella prima metà dell’Ottocento.
Il pavimento è a scacchiera con quadroni di marmo bianco e rosso posati in diagonale.
Le pareti della navata e delle cappelle sono scandite da lesene con capitelli che sostengono la trabeazione che percorre l’intero perimetro dell’edificio.
Il soffitto è costituito da una volta a botte nella navata, illuminata da alcune finestre rettangolari e a lunetta nelle cappelle laterali e nei bracci del pseudo-transetto.
In controfacciata era collocato l’organo di Domenico Farinati del 1906 su tribuna in legno, rimosso negli anni Sessanta del XX secolo con i lavori compiuti all’interno della chiesa, gli stessi che cancellarono gli stucchi dei Quattro Evangelisti sopra le porte laterali.

Sempre in controfacciata oggi vi è uno stucco con il Padre Eterno e la colomba dello Spirito Santo tra angeli e nuvole, mentre più sotto vi è un Crocifisso moderno in gesso, opera del 1985 del comasco Pietro Taviani.
Gli altari laterali della navata sono in stile barocco. A destra vi è quello della Madonna del Rosario, a sinistra quello di San Gaetano Thiene, entrambi con statue risalenti al XX secolo.
Affiancano gli altari laterali alcune statue in pietra tenera: a destra la Vergine col Bambino e San Domenico; a sinistra San Carlo Borromeo e San Pancrazio.
Nei 2004 è stato collocata a sinistra del presbiterio il già ricordato fonte battesimale in marmo rossiccio del 1485.
Sul lato opposto vi è un inginocchiatoio con bassorilievo di una Madonna col Bambino in marmo di Carrara, copia del XIX secolo di un’opera quattrocentesca attribuita a Francesco di Simone Ferrucci oggi al Victoria and Albert Museum di Londra dopo l’acquisto della collezione Gigli-Campana intorno alla metà dell’Ottocento.

Sull’originale non c’è concordanza sull’attribuzione, visto che per qualcuno è opera di un seguace di Donatello, risalente al 1470, mentre per altri va ascritta alla scuola di Desiderio da Settignano.

In ogni caso non si sa come sia arrivata a Veronella. Agli inizi del XX secolo era collocata nel battistero, nell’atrio dell’entrata laterale settentrionale, con l’inginocchiatoio intarsiato per le perpuere, che pregavano con in mano un cero accesso.
Il presbiterio, innalzato di un gradino rispetto all’aula e circondato da balaustre in marmo sui tre lati, a base quadrangolare, presenta l’altare maggiore in marmi policromi, del 1772, con paliotto con il rilievo di San Giovanni Battista, mentre il tronetto in marmo è un'aggiunta degli inizi del XX secolo.

Ai quattro angoli vi sono i pilastri che sostengono volte a tutto sesto, mentre sul soffitto vi è il Cristogramma JHS con i simboli degli Evangelisti.
A lato dell’altare maggiore vi è un Crocifisso settecentesco usato nelle processioni dai confraternita del Santissimo Sacramento.
L’attuale altare verso il popolo è stato scolpito nel 1981 dal sambonifacese Nello Sofia, autore anche dell’ambone, della Via Crucis in acero, del frontale dell’organo del grande Crocifisso nella cappella feriale (in origine pensato per la chiesa del cimitero).
Nelle cappelle del pseudo-transetto a destra vi è l’altare della Madonna del Carmine, mentre a sinistra quello di San Giuseppe.

Sulle pareti sono conservate due tele: un'Annunciazione attribuita alla scuola del Brusasorzi (XVI secolo) e la Vergine con San Rocco, San Sebastiano e altri santi del pittore vicentino Antonio Dal Bianco e databile al 1782.
Dietro all’altare maggiore vi è l’abside a base semicircolare. In una cornice in pietra è posta la pala commissionata dai fratelli Federico e Antonio Serego al pittore colognese Melchiorre Galluzzi nel 1586, raffigurante il Battesimo di Gesù.
Nel catino absidale il pittore Giuseppe Resi nel 1961 dipinse il Buon Pastore.
Altre suppellettili conservate nella chiesa sono la statua del Cristo morto usata il Venerdì Santo, il trono dorato per le processioni della Madonna, una statua lignea di San Rocco e l’ostensorio in argento del Settecento.

## Campanile e campane

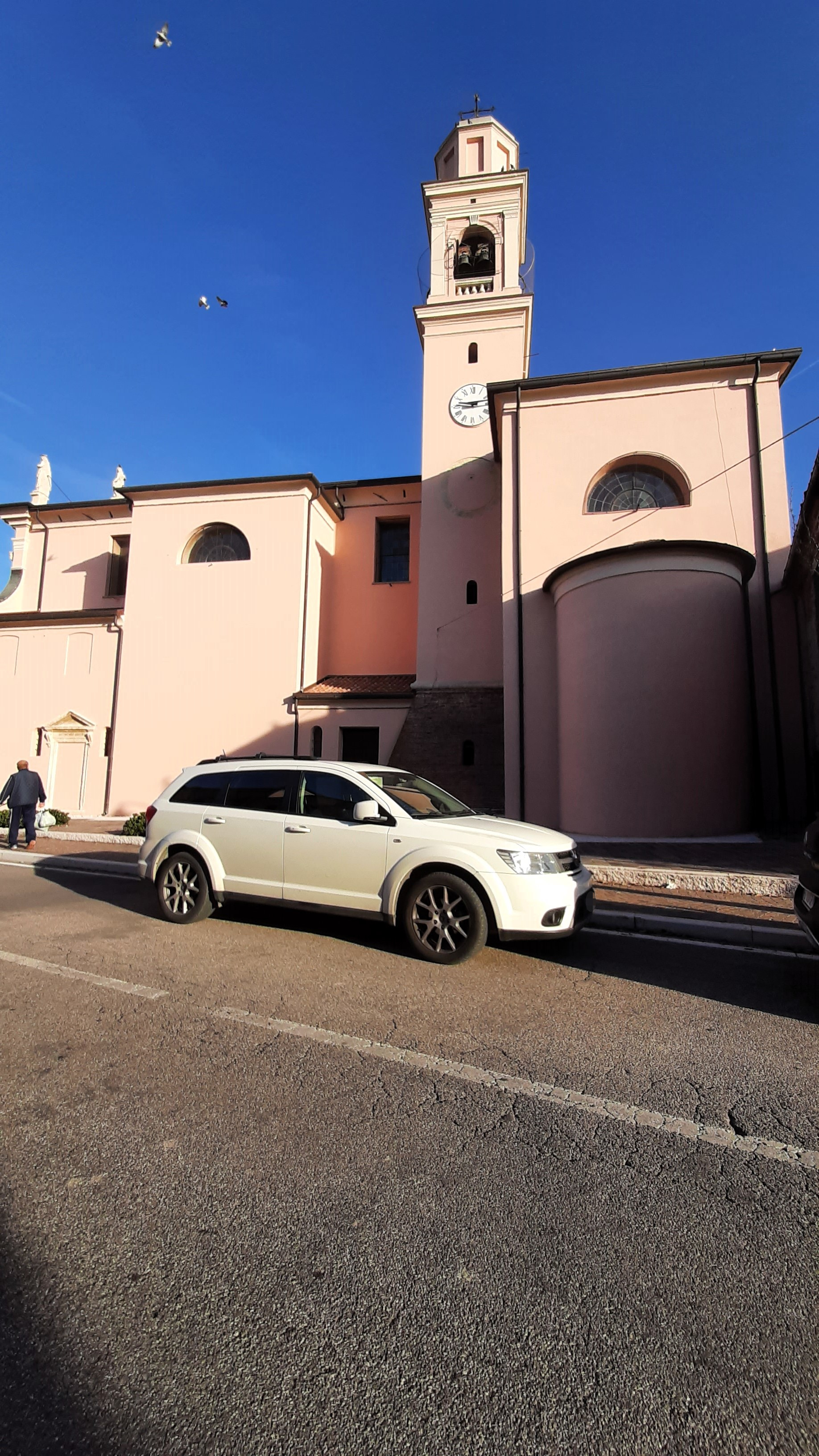
Il campanile.

Il campanile, a pianta quadrangolare, nella parte bassa presenta finestrelle romaniche fino all’altezza della vecchia meridiana in pietra, mentre una lapide in pietra all’interno riporta l’anno 1418.
La torre fu poi sopraelevata nel XIX secolo, portando all’aggiunta dell’attuale cella campanaria neoclassica con una monofora per lato.
La cuspide a cipolla fu modificata: sul tamburo ottagonale vi ora una copertura in calcestruzzo al cui vertice si erge una Croce metallica.
Il concerto campanario presente oggi sulla torre è composto da 6 campane in LA3, montate veronese ed elettificate.

Questi i dati del concerto:
1 – LA3 – diametro 895 mm - peso 400 kg - fusa nel 1962 da Cavadini di Verona.
2 – SI3 – diametro 795 mm - peso 280 kg - fusa nel 1962 da Cavadini di Verona.
3 – DO#4 – diametro 705 mm – peso 200 kg - fusa nel 1962 da Cavadini di Verona.
4 – RE4 – diametro 665 mm – peso 170 kg - fusa nel 1962 da Cavadini di Verona.
5 – MI4 – diametro 590 mm – peso 120 kg – fusa nel 1962 da Cavadini di Verona.
6 – FA#4 – diametro 535 mm – peso 85 kg – fusa nel 1962 da Cavadini di Verona.
Il suonatore di campane Pietro Sancassani riporta che in precedenza erano 5, in LAb3, fuse sempre da Cavadini nel 1840
 
Dal ‘’Diario veronese’’ del suonatore di campane Luigi Gardoni si legge in data 23 maggio 1840 che i Cavadini fusero quattro campane per Cucca assieme al concerto di campane per Arcole e ad una per Mizzole.

Va detto che il 10 luglio dello stesso anno il Gardoni segnala altre due campane fuse per Veronella dai Cavadini assieme ad una per Montorio e per altre località.